# 오르차타

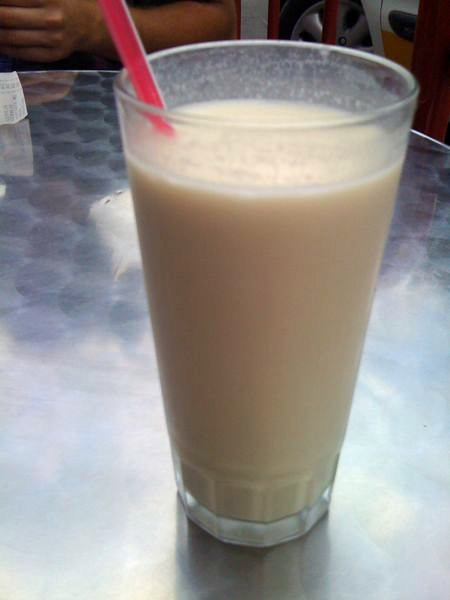
오르차타데추파

오르차타(스페인어: horchata, 발렌시아어: orxata)는 주로 식물로 만든 여러 음료를 부르는 이름이다. 스페인에서는 추파chufa 라는 식물의 덩이줄기로 만들고, 멕시코, 과테말라 등지에서는 에서는 주로 쌀로 만든다.

## 역사와 어원
‘오르차타’라는 이름은 라틴어 ‘호르데아타(hordeata)’에서 비롯했을 가능성이 있는데, 만약 그렇다면 이는 ‘보리’라는 뜻의 ‘호르데움(hordeum)’과 관련이 있다. 11세기에 이베리아 반도에 퍼진 것으로 추정된다.
이 음료는 북아프리카에서 기원했다. 11세기에 이베리아 반도로 퍼진 것으로 추정된다. 13세기 발렌시아 근처에서 오르차타와 비슷한 음료를 마셨다는 기록이 있다.

## 종류
지역에 따라 다양한 재료로 만든다.
- 오르차타 데 추파(horchata de chufa) - 기름골(영어판)의 덩이줄기. 스페인.
- 오르차타 데 아로스(horchata de arroz) - 쌀. 멕시코·과테말라.
- 오르차타 데 아혼홀리(horchata de ajonjolí) - 참깨. 푸에르토리코.
- 오르차타 데 멜론(horchata de melón) - 멜론 씨.
- 세미야 데 히카로(semilla de jicaro ‘히카로의 씨’[*]) -히카로는 박이 열리는 나무 Crescentia alata의 열매를 말한다. 엘살바도르·니카라과·온두라스·코스타리카.

## 같이 보기
- 치차
- 미유
- 살렙